# Białośliwie (wieś)

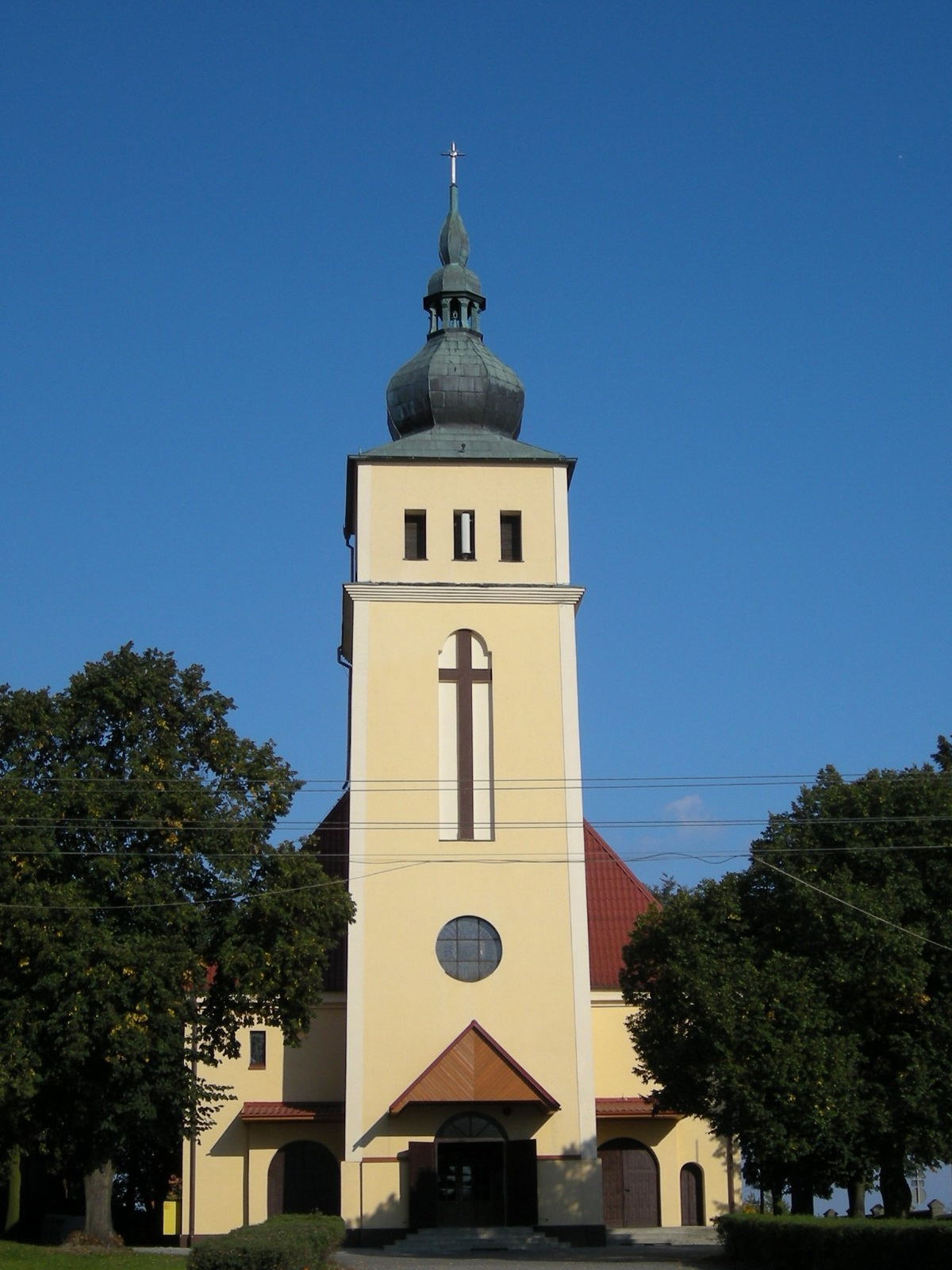
Kościół Najświętszego Serca Pana Jezusa w Białośliwiu

Białośliwie (niem. Weissenhöhe) – wieś w Polsce położona w województwie wielkopolskim, w powiecie pilskim, w gminie Białośliwie, nad Notecią przy drodze wojewódzkiej nr 190.
Miejscowość jest siedzibą gminy Białośliwie.
| SIMC    | Nazwa       | Rodzaj                           |
| ------- | ----------- | -------------------------------- |
| 1007926 | Cielechówko | część wsi                        |
| 0524217 | Jańczyn     | część wsi do 2022, obecnie osada |
| 0524223 | Kocik-Młyn  | część wsi do 2022, obecnie osada |
| 1007932 | Mietnica    | część wsi                        |
| 1007955 | Notecko     | część wsi                        |
| 0524252 | Otylin      | część wsi do 2022, obecnie osada |
| 0524269 | Wymysłowo   | część wsi do 2022, obecnie osada |

## Ważniejsze obiekty
Obiekty wpisane do Rejestru Zabytków Wojewódzkiego Urzędu Ochrony Zabytków w Poznaniu
- cmentarz katolicki (nr rej.: A-708 z 1. października 1990)
- park dworski, poł. XVIII, XIX (nr rej.: A-310/10 z 19. sierpnia 1977)
- zespół stacji kolejowych, ul. Dworcowa (nr rej.: 41/Wlkp/A z 24. stycznia 2007):
  - stacja kolei normalnotorowej na trasie Pruskiej Kolei Wschodniej (Berlin–Królewiec):
    - dworzec, 1851
    - poczta, 1861
    - magazyn spedycyjny, 1880
    - 2 nastawnie, 1910

  - stacja Wyrzyskiej Kolei Dojazdowej, wąskotorowej:
    - dworzec, obecnie dom mieszkalny, 1895
    - parowozownia, 1921–23
    - hala napraw wagonów, po 1923
    - stolarnia, obecnie świetlica, po 1923
    - budynek warsztatowo-garażowy, po 1923
    - kuźnia, po 1923
    - budynek zaplecza technicznego, 1921–23

Znajduje tu się Szkoła Podstawowa im. Wiktora Kaji. W latach 2002-2017 działało Gimnazjum im. biskupa Michała Kozala.
Kościół pw. Najświętszego Serca Pana Jezusa, jest jednym z ładniejszych w diecezji bydgoskiej. Miejscowa parafia należy do dekanatu Wyrzysk.
Ze stacji wąskotorowej w Białośliwiu kursują pociągi turystyczne Wyrzyskich Kolei Dojazdowych.

## Historia
Pierwsza wzmianka o istnieniu Białośliwia pochodzi z 1216. Było wówczas własnością możnego rodu Pałuków.
W okresie zaboru pruskiego w XIX w. nastąpił bardzo znaczny rozwój demograficzny i gospodarczy osady. W 1851 uruchomiono linię kolejową Krzyż-Piła-Bydgoszcz. Rozbudowano port rzeczny na Noteci. Wskutek pruskiej kolonizacji w okresie tym ludność niemiecka stanowiła ponad połowę mieszkańców. Niemcy wznieśli w Białośliwiu dwie świątynie. Pierwsza z nich przeznaczona dla wiernych kościoła luterańskiego była małą szachulcową budowlą otoczoną cmentarzem z dominującym pomnikiem Marcina Lutra. Drugą, większą w stylu neogotyckim przeznaczoną dla wiernych kościoła ewangelicko-unijnego zaczęto wznosić w 1857. Oba te kościoły nie zachowały się do dziś.
W 1921, czyli już w wolnej Polsce Białośliwie zamieszkiwało 2016 mieszkańców z czego 1302 katolików. W 1923 Prymas Polski kard. Edmund Dalbor utworzył parafię rzymskokatolicką w Białośliwiu. Projekt nowego kościoła poświęconego w listopadzie 1929 wykonał architekt Kazimierz Ulatowski. 
W latach 1954–1972 wieś należała i była siedzibą władz gromady Białośliwie. W latach 1975–1998 miejscowość administracyjnie należała do województwa pilskiego.

## Sport
W miejscowości funkcjonuje klub GLKS Stella Białośliwie, który swoje mecze rozgrywa na stadionie Stelli.
6 grudnia 2008 do dyspozycji mieszkańców został oddany „Orlik”.